# Litovska vojna za neodvisnost
Litovska vojna za neodvisnost (litovsko Lietuvos nepriklausomybės kovos), znana tudi kot borba za svobodo (litovsko Laisvės kovos) je bila niz treh vojn, v katerih je Litva branila svojo neodvisnost po koncu prve svetovne vojne: z boljševiškimi silami (december 1918 – avgust 1919), Bermontci (oktober 1919 – december 1919) in Poljsko (avgust 1920 – november 1920). Vojne so zamaknile mednarodno priznanje neodvisnosti Litve in oblikovanje civilnih institucij. 

## Ozadje
Po delitvi poljsko-litovske Republike obeh narodov leta 1795 je Veliko litovsko kneževino priključil Ruski imperij. Litovski narodni preporod se je začel v 19. stoletju, gibanje za ustanovitev neodvisne nacionalne države pa se je okrepilo v začetku 20. stoletja. Med prvo svetovno vojno je litovsko ozemlje leta 1915 zasedla Nemčija in ga obdržala do konca vojne novembra 1918. Svet Litve je 16. februarja 1918 razglasil ponovno vzpostavitev neodvisnosti od vseh prejšnjih pravnih vezi z drugimi državami. Deklaracija je uveljavila pravico do samoodločbe, kar je pomenilo ustanovitev države znotraj etničnih litovskih ozemelj. Akta o neodvisnosti nemške okupacijske sile sprva niso priznale, 23. marca 1918 pa so ga priznale, ker so se njihovi načrti usmerili v vzpostavitev mreže satelitskih držav v Srednji Evropi. Nemčija kljub priznanju Svetu ni dovolila ustanovitve litovske vojske, policije ali civilnih ustanov. 
11. novembra 1918 je Nemčija podpisala kapitulacijo na zahodni fronti in uradno izgubila vojno in nadzor nad Litvo. V Litvi je bila ustanovljena prva nacionalna vlada, ki jo je vodil Augustinas Voldemaras. Voldemaras je objavil izjavo, da Litva ne potrebuje lastne vojske, saj ne namerava sodelovati v vojskovanju. Potrebna naj bi ji bila samo majhna milica. Njegov pogled je bil nerealen, saj so kmalu zatem izbruhnili vojaški spopadi. 

## Ustanovitev litovskih oboroženih sil
Prvi zakonodajni akt o ustanovitvi litovske vojske je bil sprejet 23. novembra 1918. Njena organizacija in razvoj sta zaradi pomanjkanja sredstev, orožja, streliva in izkušenih vojaških poveljnikov potekala počasi. 20. decembra sta Antanas Smetona in Voldemaras odšla v Nemčijo, da bi prosila za njeno pomoč, kar je v Litvi povzročilo politično krizo.  Nemčija je namreč litovski vladi ravno takrat plačala sto milijonov mark odškodnine za vojno škodo. Svet Litve je izpustil Voldemarasov kabinet in za novega predsednika vlade Litve imenoval Mykolasa Sleževičiusa, ki je 26. decembra 1918 oblikoval nov kabinet. Ker je zaznal neposredno grožnjo državi, je nekaj dni pozneje izdal razglas, namenjen moškim iz Litve, naj se pridružijo silam za obrambo države. 
Litovskim prostovoljcem, ki bi se pridružili vojaškim silam, so obljubili brezplačno zemljo. Nemčija je izpolnjevala svoje obveznosti iz premirja glede podpore neodvisnosti Litve in sprva poskušala organizirati svojo prostovoljno vojsko iz enot, ki so ostale na litovskem ozemlju, vendar jo to ni uspelo. Novačenje je potekalo tudi v tujini. Kmalu je bila ustanovljena divizija prostovoljcev, plačanih 5 mark na dan plus 30 mark na mesec. Prve enote so začele prihajati v Litvo januarja 1919, nekatere tudi v slabem stanju. Do konca januarja je bilo po 400 prostovoljcev nameščenih v Alytusu, Jonavi, Kėdainiaiju in Kaunasu. Prostovoljci so bili zasnova kasnejše 46. saške divizije, ki se je marca preimenovala v Južnolitovsko saško prostovoljsko brigado. Brigado so sestavljali 18., 19. in 20. polk. Kot prostovoljci so v litovski vojski služili tudi Belorusi in litovski Judje.
Po uspešnih poskusih zbiranja prostovoljcev za obrambo litovskih ozemelj se je 5. marca 1919 začela mobilizacija za razširitev litovskih oboroženih sil. Veljala je za moške, rojene med letoma 1897 in 1899. Konec poletja 1919 je litovska vojska štela približno 8000 mož. Med bitkami, ki so sledile, je umrlo 1.700 litovskih prostovoljcev, več kot 2.600 jih je bilo ranjenih, 800 pa jih je bilo med akcijami pogrešanih. Zgodovinar Alfonsas Eidintas navaja skupno 1.444 mrtvih.

## Vojna proti boljševikom
Ko je v Nemčiji izbruhnila revolucija, je nemška vlada pridobila podporo za sklenitev Brest-Litovskega miru, s katero je Litva 5. novembra 1918 dobila neodvisnost od Sovjetske Rusije. Sovjetska ruska vlada je 13. novembra odstopila od sporazuma. Boljševiki so nato poskušali osvojiti Litvo z vzhoda kot del svoje svetovne proletarske revolucije. Sporazum iz leta 1918 je podelil neodvisnost tudi Armeniji, Azerbajdžanu in Gruziji na Srednjem vzhodu ter Belorusiji in Ukrajini v vzhodni Evropi. Sovjetska zveza je kljub temu zasedla vse države, razen Litve in Poljske.
8. decembra 1918 je bila v litovskem glavnem mestu Vilna ustanovljena začasna revolucionarna vlada Litve, ki so jo sestavljali samo člani Komunistične partije Litve. Njen predsednik je postal Vincas Mickevičius-Kapsukas. Naslednji dan je bil ustanovljen delavski sovjet, ki je razglasil, da prevzema oblast v Vilni. Istočasno sta oblast nad mestom razglasila tudi Voldemarasova vlada in Poljski odbor. 
Nemci so Vilno dokončno zapustili 31. decembra 1918. 5. januarja 1919 je Litvo napadla Rdeča armada. Lokalne poljske paravojaške enote pod vodstvom generala Władysława Wejtka so se v Vilni pet dni borili proti Rdeči armadi. Litovska vlada je skupaj z redno nemško vojsko zapustila Vilno. 1. januarja 1919 so se lokalni komunisti v mestu Šiauliai, približno 200 kilometrov zahodno od Vilne, uprli in ustanovili Samogitski polk s 1000 možmi. Ko je Rdeča armada 15. januarja vstopila v Vilno, je tam že obstajala sovjetska oblast. 18. januarja so Sovjeti in Nemci podpisali sporazum in določili demarkacijsko črto, ki je boljševiškim silam prepovedala neposredni napad na Kaunas, drugo največje mesto v Litvi. Rdeča armada bi ga lahko napadla samo skozi Alytus ali Kėdainiai. 
V Litvo so prišli nemški prostovoljci pod vodstvom Rüdigerja von der Goltza in zavzeli položaje vzdolž črte Hrodna–Kaišiadorys–Kaunas in pomagali litovskim silam, ki jim je poveljeval Jonas Variakojis, zaustaviti napredovanje Rdeče armade blizu Kėdainiaija. 8. februarja je bil med izvidniško misijo pri Taučiūnaiju ubit Povilas Lukšys, prvi litovski vojak, ki je umrl v vojni proti Sovjetom.10. februarja so združene sike zavzele Šėto in Rdečo armado prisilile k umiku. Uspeh te operacije je dvignil moralo litovske vojske. V prvi polovici februarja se je v spopade na fronti  vmešal  polk saških prostovoljcev, nameščen med Kaišiadorysom in Žiežmariaiem. Nemci so sodelovali tudi v zadnjem delu bitke pri Jieznasu, ki se je na koncu končala s skupno litovsko in nemško zmago. Po tem neuspehu je začel  boljševiški 7. strelski polk razpadati in številni vojaki so dezertirali. Polk bi lahko bil popolnoma uničen, če Nemci ne bi zavrnili zasledovanja umikajočih se enot.
12. februarja so boljševiške sile napadle Alytus. Njihov napad so zadrževale  5., 6., 7. in 8. četa litovskkega 1. pehotnega polka, medtem ko so pripadniki nemških enot zapustili svoje položaje. V tej bitki je bil ubit prvi litovski častnik, Antanas Juozapavičius, poveljnik 1. pehotnega polka. Po izgubi poveljnika se je polk začel umikati proti Marijampoleju. V noči s 14. na 15. februar so nemške sile ponovno zavzele Alytus. 
Proti koncu leta 1918 je častnik Povilas Plechavičius skupaj z bratom Aleksandrasom začel organizirati partizane v Skuodasu. 9. februarja so partizani prisegli in 16. februarja paradirali na mestnem trgu. Partizanska enota je bila organizirana tudi  v Joniškėlisu. Poveljevali so ji vojaški častniki. 
Premiki boljševikov proti Vzhodni Prusiji so zaskrbeli Nemčijo, zato je tja  poslala brigado prostovoljcev Shaulen, ki ji je poveljeval general Rüdiger von der Goltz. Brigada bi morala osvoboditi železniško progo, ki je povezovala Liepajo, Mažeikiai, Radviliškis in Kėdainiai. Konec februarja so litovski partizani ob podpori nemškega topništva zavzeli Mažeikiai in Sedo ter zasledovali boljševike do Kuršėnaja. 27. februarja 1919 so nemški prostovoljci ob podpori Plechavičiusovih in Joniškėlisovih partizanov v bitki pri Luokėju porazili sovjetski Samogitski polk. Do takrat je bil polk vključen v 2. latvijsko mednarodno strelsko divizijo Rdeče armade. Istega dne je bila razglašena Litovsko-Beloruska Sovjetska socialistična republika (Litbel). 7. marca 1919 so Nemci zavzeli mesto Kuršėnai, 11. marca  Šiauliai in 12. marca  Radviliškis. 14. marca so litovski partizani in nemške sile zavzele Šeduvo. Nemške čete so bile v Litvi dejavne do 31. maja 1919. V Kėdainiaiju stacioniran prostovoljni polk je zavaroval svoje položaje in začel marca z manjšimi enotami napadati bližnja mesta. Lokalnim prostovoljcem, ki so dobro poznali ozemlje, je uspelo pregnati boljševiške privržence iz Ramygale, Truskave in Krekenave, vendar so ta območja kmalu ponovno zavzeli boljševiki. Odprave v več mest so se uspešno nadaljevale do konca marca. Kot nagrado za uspešno delovanje je bil polk prostovoljcev 22. marca preimenovan v Samostojni prostovoljni polk Panevėžys. 
Zaradi uspehov nasprotnikov in izgub so se boljševiške sile, nameščene v Panevėžysu in Kupiškisu, uprle. Upor je zadušila divizija Rdeče armade iz sosednje Latvije. Boljševiška morala je vztrajno slabela in vojska je 19. in 24. marcem zapustile Panevėžys. Litovske sile so vstopile v mesto 26. marca, vendar ga je Rdeča armada ponovno zavzela 4. aprila. Aprila se je litovska vojska začela premikati proti Vilni, zavzela Žąsliai in Vievis, potem pa se je njeno napredovanje 8. aprila ustavilo. Poljska vojska je medtem 19. aprila pred boljševiki zavzela Vilno in jih prisilila, da so umaknili svoje levo krilo z ozemlja južno od reke Neris. Zaradi skrajšane frontne črte je Litva poslala močnejše sile v severovzhodno Litvo. Do 3. maja je Samostojni Panevėžysov prostovoljni polk ob podpori 18. polka saških prostovoljcev zavaroval Siesikai, Atkočiai in Deltuvo. Zavzeli so tudi Ukmergė. V mesto so prve stopile litovske enote.
V začetku marca se je začela mobilizacija in litovske sile so se okrepile. Konec aprila je bila reformirana struktura poveljevanja litovske vojske. Za načelnika generalštaba je bil imenovan general Silvestras Žukauskas, ki je 7. maja prevzel poveljstvo celotne litovske vojske. V naslednjih nekaj tednih je potekala popolna reorganizacija vojske in okrepljene litovske sile so bile zdaj pripravljene potisniti Rdečo armado z litovskega ozemlja. Žukauskas se je odločil koncentrirati svoje litovske sile na dveh območjih. Prva brigada s središčem v regiji Ukmergė–Utena–Zarasai se je preimenovala v skupino Vilkmergė, Druga brigada s središčem v regiji Kėdainiai-Panevėžys-Rokiškis pa v skupino Panevėžys. Sredi maja je potekalo načrtovanje vojnih operacij. 
17. maja je reorganizirana vojska izvedla prvo operacijo in zavzela mesto Kurkliai. Zatem so bile izvedene priprave za prodor proti Anykščiaiju, ki je bil  skupaj s Skiemonysom in Alanto zavzet 19. maja. 22. maja so litovske sile začele napredovati proti Uteni in dosegle vas Diktarai. Sledil je sovjetski protinapad in litovske sile so se umaknile. Napad je bil za nekaj dni ustavljen in fronta se je vzpostavila na črti Alanta-Skiemonys-Anykščiai. 31. maja se je začel prodor proti Uteni in 2. junija je bilo mesto osvojeno. 
Panevėžysova skupina je začela 18. maja prodirati proti Panevėžysu. 19. maja je brigada zavarovala Panevėžys in Raguvo in se premestila v Panevėžys. 21. in 22. maja so mesto napadli Sovjeti. 24. maja je Žukauskas obema skupinama svoje vojske ukazal, naj napadeta Sovjete. Panevėžysova skupina je napredovala proti Kupiškisu in 25. maja zavzela Subačius in 30. maja še Rokiškis. Boljševiške sile so v noči s 30. na 31. maj zapustile Kupiškis in litovska vojska je 1. junija zavzela mesto. Napredovanje se je nadaljevalo in 10. junija so litovske sile dosegle ozemlje, ki so ga nadzorovali latvijski partizani, tako imenovana  zelena garda, in jih oskrbele s strelivom. 
Litovski uspehi so se nadaljevali in do konca avgusta so bili boljševiki poraženi pri Zarasaiju. 2. oktobra je Litva zavzela Grivo, predmestje Daugavpilsa. Litovske sile so se ustavile pri reki Daugavi blizu meje z Latvijo in frontna črta se je stabilizirala. Kratkotrajna vlada Litbela je bila ukinjena. 
12. julija 1920 je Litva podpisala mirovni sporazum z Rusko SFSR. Rusija je priznala neodvisnost Litve in njeno pravico do Vilenskega okraja. Sporazuma nista priznali niti Poljska niti kratkotrajna Demokratična republika Belorusija. Več zgodovinarjev je trdilo, da je bila Litva kljub sporazumu z Rusijo zelo blizu tega, da oblast prevzamejo lokalni komunisti, ki so jih podpirali boljševiki. Po njihovem mnenju jim je načrte prekrižala poljska zmaga v poljsko-sovjetski vojni.

## Vojna proti Bermontovcem
Bermontovci, imenovani po svojem voditelju Pavlu Bermondt-Avalovu in uradno znani kot Zahodna ruska prostovoljna vojska, so bili mešana nemško-ruska vojska. V vojsko so bili vključeni tudi ruski vojni ujetniki, ki jih je Nemško cesarstvo izpustilo, potem ko jim je obljubilo, da se bodo borili proti boljševikom v ruski državljanski vojni, in vojaki Svobodnega korpusa (Freikorps), nameščeni v Latviji in Litvi, potem ko je Nemčija izgubila vojno. Uradni cilj te vojske je bil boj proti boljševikom skupaj s silami Aleksandra Kolčaka, njen dejanski cilj pa je bil obdržati nemško oblast na ozemljih, ki so jih Nemci zavzeli med prvo svetovno vojno. Svobodni korpus, ki je bil kasneje vključen v Zahodno rusko prostovoljno armado, so delovali večinoma v Latviji, julija 1919 pa so prestopili litovsko-latvijsko mejo in zavzeli mesto Kuršėnai. Litovci so bili takrat vpleteni v bitke z boljševiki in so lahko samo diplomatsko protestirali. Do oktobra so Bermontci zavzeli precejšnja ozemlja v zahodni Litvi (Samogitija), vključno z mesti Šiauliai, Biržai in Radviliškis. Po priključitvi mest so Bermontovci uveljavili pravilo, da se lahko v upravi uporablja samo ruski jezik. Postali so zloglasni roparji in začeli organizirati lokalne partizanske skupine. 
Oktobra 1919 so litovske sile napadle Bermontovce in 21. in 22. novembra dosegle pomembno zmago v bližini velikega železniškega središča Radviliškisa. Litovci so tam dobili znaten vojni plen, med drugim 30 letal in 10 topov. Poznejše spopade je zaustavilo posredovanje predstavnika Antante, francoskega generala Henrija Niessela, ki je nadzoroval umik nemških čet. Litovska vojska je sledila umikajočim se Bermontovcem, da bi jim preprečila nadaljnje ropanje in zagotovila njihovo popolno evakuacijo. Do 15. decembra so bili Bermontovci popolnoma odstranjeni iz Litve.

## Vojna proti Poljski

### Poletje 1920
Junija 1920 je sovjetska ruska vojska zavzela Vilno. Kmalu po porazu v bitki za Varšavo je umikajoča se Rdeča armada v skladu s pogoji mirovnega sporazuma,  podpisanega 12. julija 1920, mesto predala Litvi. Začela so se pogajanja, da bi se izognili oboroženemu spopadu med Poljsko in Litvo, in 7. oktobra je bil podpisan Suvalški sporazum. Še preden je sporazum uradno začel veljati, se je 8. oktobra uprla 1. prostovoljna litovsko-beloruska divizija pod poveljstvom generala Lucjana Żeligowskega. Njegova vojska je hitro zavzela Vilensko regijo, ker so bile litovske sile razpršene na široki fronti in številčno šibkejše. Potem ko je Litva zbrala dovolj vojakov za protinapad, je Vojaška komisija Društva narodov ustavila poskus litovske ofenzive novembra 1920, ki je že imela nekaj uspehov pri Širvintosu in Giedraičiaju. 
Začasna prestolnica Litve je postal Kaunas, ker so poljske sile v nasprotju z mednarodnimi sporazumi zavzele Vilno. Spor glede Vilne je bil rešen šele oktobra 1939, ko je bilo litovskim enotam dovoljeno ponovno vstopiti v litovsko prestolnico skladno s sovjetsko-litovske sporazumom o vzajemni pomoči. Sporazum je bila Litva dejansko prisiljena skleniti zaradi velikih sovjetskih sil, zbranih na njeni meji.

### Upor Żeligowskega
Zrežirani upor, ki ga je organiziral poljski državni načelnik Józef Piłsudski, je 8. oktobra 1920 izvedla 1. litovsko-beloruska divizija pod poveljstvom generala Lucjana Żeligowskega. 1. litovsko-beloruska divizija, del poljske vojske, sestavljena večinoma iz Poljakov in nekaj Litovcev in Belorusov, je 9. oktobra 1920 zasedla Vilno, kar je privedlo do ločitve uradne litovske prestolnice in okoliške regije od Litve do začetka druge svetovne vojne. Vojaška akcija Żeligowskega se v zgodovinopisju obravnava kot nadaljevanje poljsko-litovske vojne. 

### Oktobrska ofenziva Żeligowskega
Oktobra 1920 je general Lucjan Żeligowski potem, ko je med uporom zasedel Vilno, sprožil ofenzivo proti litovski vojski. Litovci so kljub številčni premoči Poljakov 18. oktobra poskusili s protiofenzivo, a so jih izkušene poljske sile pri Rykantaiju uspešno odbile. Pomemben dogodek je bil poljski napad na Juodeliai, kjer je 13. polk Wilno Uhlan ujel litovskega generala Stasysa Nastopko in prisilil bližnjo litovsko vojsko k umiku. 
Ofenziva Żeligowskega na Kaunas se je končala s sporazumom, sklenjenim v Kaunasu 29. novembra 1920. Po podpisu sporazuma sta obe strani že naslednji dan  prekinili boje in izmenjali vojne ujetnike. Društvo narodov je ustanovilo demilitarizirano območje na meji med Litvo in osrednjo Litvo, ki je bila kasneje vključena v Poljsko, in je obstajala od 17. decembra 1920 do 22. maja 1923. Lucjan Żeligowski, državni voditelj Osrednje Litve, se je strinjal, da bo spoštoval določila sporazuma, medtem ko se je Poljska strinjala, da bo Żeligowskega nadzirala, da jih bo resnično spoštoval. 
Društvo narodov je začelo pripravljati plebiscit v Vilenski regiji, na katerem naj bi se lokalno prebivalstvo odločilo, v kateri državi želijo živeto. Plebiscit ni bil nikoli izveden.